# سفیدماهی فنلاند
سفیدماهی فنلاند از خانواده آزادماهیان است.

## ویژگی‌ها
اولین کمان آبششی سفید ماهی فنلاند دارای ۴۸–۴۴ عدد خار آبششی است. حداثر طول این ماهی ۷۰ سانتی‌متر و وزن آن به ۸ کیلوگرم می‌رسد.
زیست‌شناسی: در این ماهیان هر دو نوع ساکن و مهاجر دیده می‌شوند. معمولاً ماهیان مهاجر در دهانه رودخانه‌های سیبریه به وفور یافت می‌شود و برای تخم ریزی از دهانه رودخانه‌ها وارد رودخانه می‌گردند و در ماه‌های آبان و آذر در بستر رودخانه‌ها بر روی شن و سنگ تخم‌ریزی می‌کنند. ماهیان نر و ماده پس از تخم‌ریزی به سوی دریا سرازیر می‌شوند.